# Talgarth
Talgarth (wymowaⓘ) – miasto w południowo-wschodniej Walii, w hrabstwie Powys, historycznie w Brecknockshire, położone nad rzeką Ennig, u podnóża pasma górskiego Black Mountains, na skraju parku narodowego Brecon Beacons. W 2011 roku liczyło 1268 mieszkańców.
Miasto prawdopodobnie powstało w średniowieczu, wokół mostu nad rzeką Ennig, którego strzegła wieża rycerska. Znajduje się tu działający młyn wodny z przełomu XVIII/XIX wieku oraz ratusz z końca XIX wieku.